# جورجيوس سيتاس
جورجيوس سيتاس (باليونانية: Γεώργιος Τσίτας)‏ (1872- عقد 1940) كان مصارع يوناني نافس في دورة الألعاب الأولمبية الصيفية 1896 في أثينا.

## روابط خارجية
- جورجيوس سيتاس على موقع قاعدة بيانات المصارعة الدولية (الإنجليزية)
- جورجيوس سيتاس على موقع اللجنة الأولمبية الدولية (الإنجليزية)
- جورجيوس سيتاس على موقع أوليمبيديا (الإنجليزية)